# Eburia velmae
Eburia velmae là một loài bọ cánh cứng trong họ Cerambycidae.